# Новгородське (Калінінградська область)
Новгородське (рос. Новгородское) — селище Гур'євського міського округу, Калінінградської області Росії. Входить до складу Добринського сільського поселення.
Населення —  167 осіб (2015 рік). 

## Населення
| 2002 | 2010 |
| ---- | ---- |
| 151  | ↗167 |